# Caluso
Caluso là một đô thị ở tỉnh Torino trong vùng Piedmont, có vị trí cách khoảng 30 km về phía đông bắc của Torino, nước Ý. Tại thời điểm ngày 31 tháng 12 năm 2004, đô thị này có dân số 7.387 người và diện tích là 39,5 km².
Đô thị Caluso có các frazioni (các đơn vị trực thuộc, chủ yếu là các làng) Rodallo, Arè, Vallo, Carolina, và Molliette.
Caluso giáp các đô thị: San Giorgio Canavese, Candia Canavese, Barone Canavese, Mazzè, Foglizzo, Montanaro, và Chivasso.